# 克羅埃西亞地理
克羅地亞位於中歐、南歐、西歐交界處，國土狹長而曲折，鄰國有斯洛文尼亞、匈牙利、塞爾維亞、蒙特內哥羅、波黑等國。克羅地亞西臨亞得裡亞海，隔海與意大利相望。
克羅埃西亞大致上可以分成四個地區：
- 斯拉弗尼亞地區－位於克羅埃西亞東北部。
- 克羅埃西亞中央區－位於首都札格雷布附近。
- 伊斯特拉地區－位於西北部伊斯特拉半島附近。
- 達爾馬提亞地區－位於克羅埃西亞的西南部，該地區東部為迪納拉山脈，西部則是曲折多山的海岸線。此地區島嶼、半島、港灣眾多，有利耶卡、斯普利特、杜布羅夫尼克等多個港口。

達爾馬提亞地區南端的杜布羅夫尼克地區被波士尼亞與赫塞哥維納的出海口内乌姆給隔開成為飛地。
克羅地亞北部和東北部屬於多瑙河中游平原，有平原及丘陵，多瑙河流經國家的最東端。這個地區的主要河流有薩瓦河及德拉瓦河，都是多瑙河的支流。由於地形複雜，各地氣候也不盡相同。沿海地區為地中海型氣候，山區有高原氣候特徵，北部內陸地區有溫帶大陸性氣候特徵。